# Association des jeunes sportifs de l'avenir inter-arrondissement
Actualités
L'Ajesaia (Association des JEunes Sportifs de l'Avenir Inter-Arrondissement) est un club de football malgache basé à Antananarivo, possédant une école de football.

## Palmarès
- Championnat de Madagascar
  - Vainqueur : 2007 et 2009

- Coupe de Madagascar 
  - Vainqueur : 2006

- Supercoupe de Madagascar
  - Vainqueur : 2007 et 2009

- Mondial de football pupilles
  - Vainqueur : 2005 à Plomelin